# Vérité-choc
Vérité-choc (The Moment of Truth) est un jeu télévisé américain inspiré du jeu colombien Nada más que la verdad (« Rien que la vérité »). Les concurrents doivent répondre à une série de 21 questions de plus en plus personnelles et embarrassantes pour recevoir un prix en argent. Le jeu est animé par Mark L. Walberg et est diffusé, aux États-Unis, entre le 23 janvier 2008 et le 8 août 2009 sur la Fox.
Au Québec, le jeu est doublé en français et est diffusé sur TQS (maintenant devenu V) depuis le 30 septembre 2008. En France, le jeu est également doublé en français et est diffusé sur NRJ 12.

## Format
Avant l’émission, un participant est relié à un détecteur de mensonge et cinquante questions lui sont posées. Sans savoir le résultat du détecteur de mensonge, 21 des questions lui sont redemandées une fois de plus pendant l’émission, chacune devenant progressivement plus personnelle. Si le participant répond honnêtement, selon les résultats du détecteur de mensonge, il passe à la prochaine question ; cependant, si un concurrent ment dans sa réponse (comme déterminé par le détecteur de mensonge) ou refuse simplement de répondre à la question demandée, le jeu est terminé. Si le participant donne une mauvaise réponse avant d’arriver aux questions valant 100 000 $, il quitte le jeu sans rien ; après avoir atteint les questions valant 25 000 $, si une mauvaise réponse est donnée, le concurrent part avec son 25 000 $ (pendant la première saison, une mauvaise réponse à n’importe quel niveau entraînait le participant à partir avec rien). Pour chaque question étant correctement répondue, le concurrent gagne l’argent correspondant à la question. Le concurrent peut arrêter n’importe quand avant qu’une question soit posée et repartir avec l’argent qu’il a gagné. Aussi, une personne peut arrêter après n’importe laquelle question, une fois l’avoir entendue, mais il doit y répondre ou le jeu est terminé. Si la personne répond correctement aux 21 questions, comme déterminé par les résultats du détecteur de mensonge, gagne le gros lot de 500 000 $.
Les questions varient, devenant de plus en plus difficiles et personnelles. Jusqu’à maintenant, aucun concurrent ne s’est rendu jusqu’au 6e tour. Parfois, un « invité surprise » — comme un ex-partenaire ou un bon ami — vient sur la scène et pose une question particulièrement difficile. Amis, collègues et famille du concurrent qui sont réunis près du joueur ont accès à un bouton qui peut être utilisé pour changer de question une fois par tour, une option qui leur est disponible après la troisième question.